# Palmerella debilis
Palmerella es un género monotípico de plantas  perteneciente a la familia Campanulaceae. Contiene una única especie: Palmerella debilis A.Gray. Es originaria del oeste de Norteamérica por donde se distribuye desde California en Estados Unidos hasta Baja California de México.

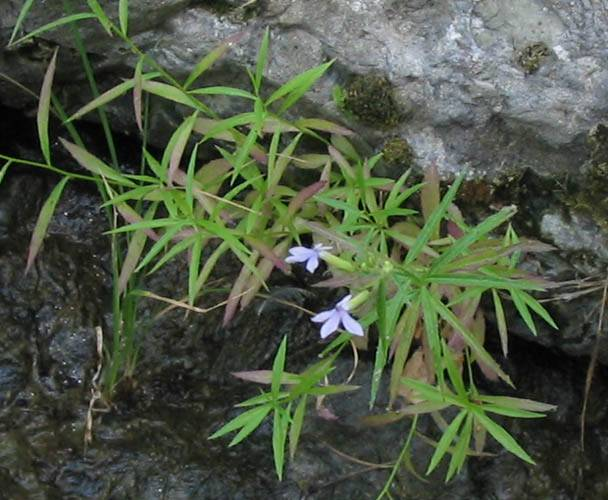
Vista de la planta

## Descripción
Tiene un tamaño de alrededor de 2 metros de altura y   flores azules con 5 pétalos. Dos pétalos son pequeños, mientras que los otros tres son de gran tamaño. Florece de junio a octubre. Por lo general se encuentran en las orillas de los arroyos, charcas u otros lugares húmedos.

## Taxonomía
Palmerella debilis fue descrita por Asa Gray y publicado en Proceedings of the American Academy of Arts and Sciences 11: 80–81. 1876.
Variedades
- Palmerella debilis subsp. debilis.
- Palmerella debilis subsp. serrata (A.Gray) Lammers, Novon 16: 72 (2006).

Sinonimia
- Laurentia debilis (A.Gray) McVaugh
- Lobelia dunnii Greene[7][8]

subsp. serrata (A.Gray) Lammers
- Laurentia debilis var. serrata (A.Gray) McVaugh
- Lobelia dunnii var. serrata (A.Gray) McVaugh
- Lobelia rothrockii Greene
- Palmerella debilis var. serrata A.Gray